# Euploea duilia
Euploea duilia är en fjärilsart som beskrevs av Hans Fruhstorfer 1904. Euploea duilia ingår i släktet Euploea och familjen praktfjärilar. Inga underarter finns listade i Catalogue of Life.